# Алльгой
Алльгой (Альгой, Альгау, Альгей, нем. Allgäu от Albigau, altdeutscher Gau — «древнегерманская область») — предальпийская область в южной Германии, у границы с современной   Австрией, в немецких государствах (федеральных землях) Баден-Вюртемберг и Бавария.
Альгау включает юго-западную часть баварской Швабии и примыкающие местности Вюртемберга и Тироля.
Область (регион) расположена к востоку от Боденского озера и к западу от реки Лех. На юге области находятся горы, называемые по области Алльгойскими Альпами. Главные реки, текущие через Алльгой: Иллер и Лех. Район привлекает туристов, в частности, благодаря живописности ландшафта.
Область богата лесами и пастбищами. Занятия жителей — лесоводство, земледелие и скотоводство. Развиты текстильная промышленность и молочное скотоводство. Разводится известная альгауская (альгаузская) порода крупного рогатого скота.
Алльгой — крупнейший в современной Германии поставщик сливочного масла, сгущённого молока и особенно сыра. Основные предприятия принадлежат компании Bärenmarke (формально — Allgäuer Alpenmilch GmbH). В Германии хорошо известен фермерской продукцией, особенно молочными продуктами, включая Hirtenkäse (сыр из коровьего молока) и известный алльгойский горный сыр.
Развит летний и зимний туризм. На высоте 815 метров находится баварский горноклиматический курорт Оберстдорф. Альпийские части Алльгоя находятся на высоте 2000 метров и популярны как горнолыжные курорты. Главная туристическая достопримечательность — замок Нойшванштайн, расположенный в восточной части региона. Туристической достопримечательностью является праздник пригона скота с высокогорных альпийских пастбищ.
В 2015—2018 годах в глиняном карьере Хаммершмиде («Hammerschmiede») в коммуне Пфорцен (Восточный Алльгой) нашли кости передвигавшихся на прямых ногах по ветвям (вертикальное лазание на прямых конечностях) миоценовых человекообразных обезьян вида Danuvius guggenmosi, живших 11,62 млн лет назад (тортонский ярус). Полупрямой тип локомоции, стал «преадаптацией к прямохождению по земле, реализовавшемуся ещё спустя несколько миллионов лет». В этом же карьере нашли челюсть выдровой вида Vishnuonyx neptuni. Вишнуоникс проник в Центральную Европу и Восточную Африку из Южной Азии около 13 млн лет назад (конкский региональный ярус Восточного Паратетиса (Konkian) — поздний баденский ярус в области Центрального Паратетиса, ранний серравальский ярус среднего миоцена).

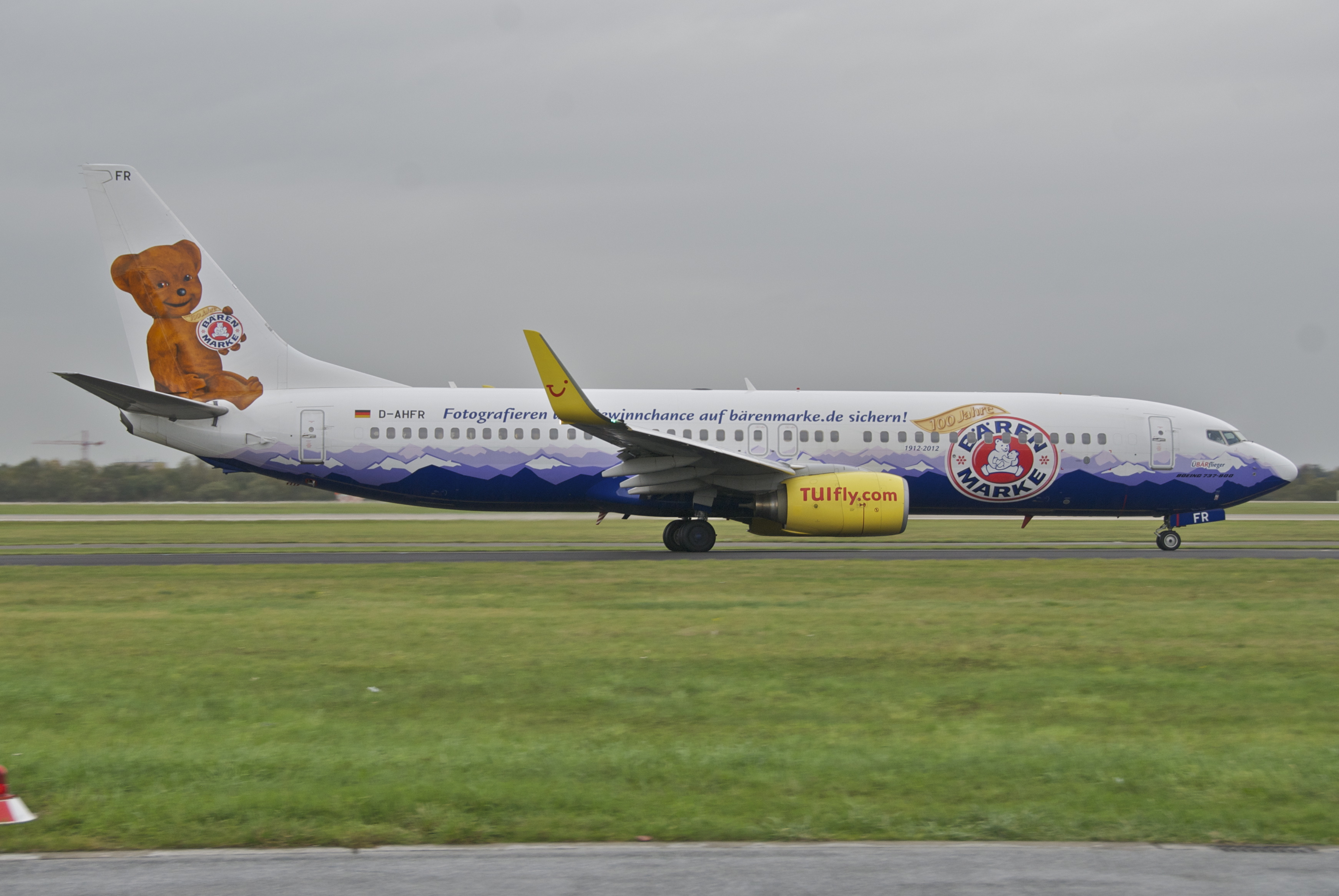
Реклама Bärenmarke[нем.], производителя молочных продуктов в Алльгое на самолёте Boeing 737 авиакомпании TUIfly в аэропорту Дюссельдорф
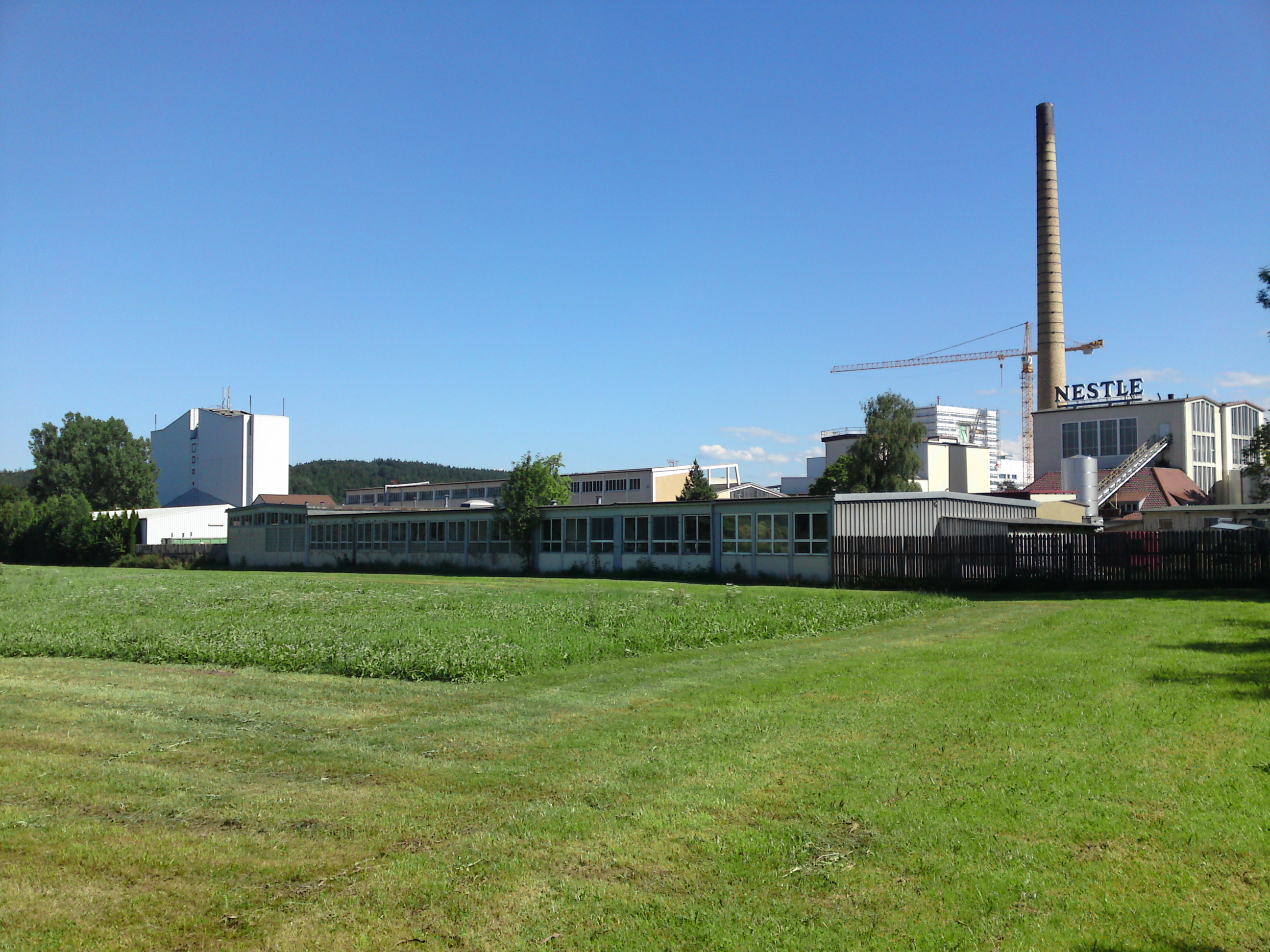
Завод Nestlé по производству детской смеси в Биссенхофене
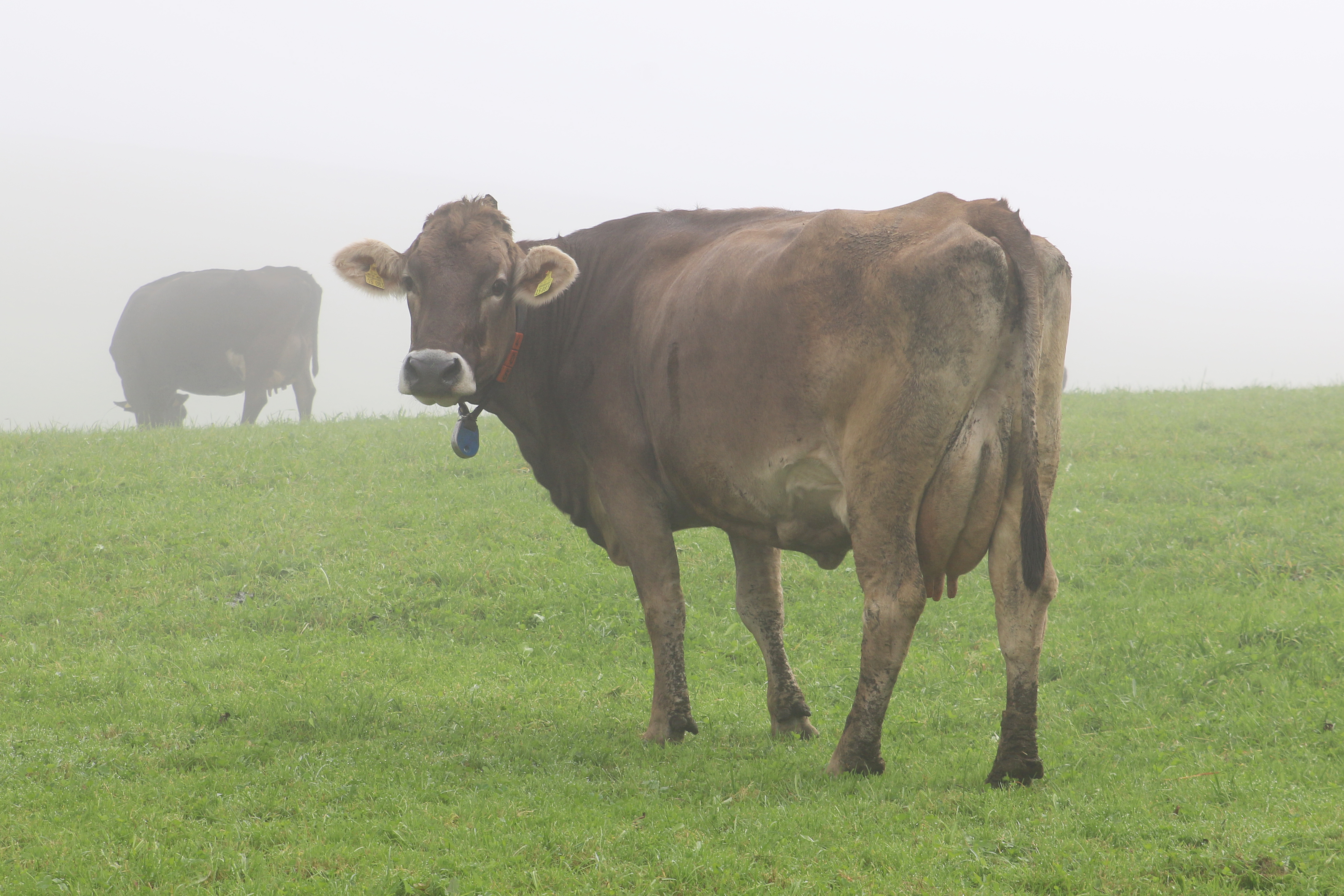
Корова бурой альпийской породы[англ.] в Алльгое